# Olympische Jugend-Sommerspiele 2018/Teilnehmer (San Marino)
| Gelbes Symbol für Goldmedaillen mit stilisierten Olympischen Ringen | Graues Symbol für Silbermedaillen mit stilisierten Olympischen Ringen | Braundes Symbol für Bronzemedaillen mit stilisierten Olympischen Ringen |
| ------------------------------------------------------------------- | --------------------------------------------------------------------- | ----------------------------------------------------------------------- |
| —                                                                   | —                                                                     | —                                                                       |

Die Jugend-Olympiamannschaft aus San Marino für die III. Olympischen Jugend-Sommerspiele vom 6. bis 18. Oktober 2018 in Buenos Aires (Argentinien) bestand aus vier Athleten. Sie konnten keine Medaille gewinnen.

## Athleten nach Sportarten

### Bogenschießen
Jungen
- Leonardo Tura
Einzel: Sechzehntelfinale
Mixed: Sechzehntelfinale (mit Zhang Mengyao  Volksrepublik China)

### Schwimmen
| Mädchen - Arianna Valloni 400 m Freistil: 22. Platz (Vorrunde) 800 m Freistil: 15. Platz (Vorrunde) | Jungen - Raffaele Tamagnini 50 m Freistil: 38. Platz (Vorrunde) 100 m Freistil: 39. Platz (Vorrunde) |

### Tischtennis
Mädchen
- Chiara Morri
Einzel: Gruppenphase
Mixed: Gruppenphase (mit Santiago Lorenzo  Argentinien)